# 데니스 제임스

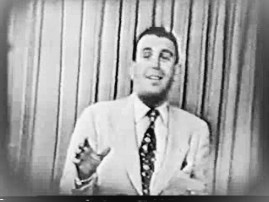

데니스 제임스(Dennis James, 1917년 8월 24일 ~ 1997년 6월 3일)는 미국의 배우, 텔레비전 배우, 영화배우이다.
저지시티에서 태어났으며 팜스프링스에서 사망하였다. 사인은 폐암이다.  포리스트 론 메모리얼 파크에 매장되었다.

## 영화
- 디텐션 (2003년)